# 威爾科姆霍姆 (阿肯色州)
威爾科姆霍姆（英語：Welcome Home）是位於美國阿肯色州瑟西縣的一個非建制地區。該地的面積和人口皆未知。

## 地理
威爾科姆霍姆的座標為35°45′55″N 92°46′22″W / 35.76528°N 92.77278°W，而該地的平均海拔高度為574米（即1883英尺）。